# Чемберс, Джордж Майкл
Достопочтенный Джордж Майкл Чемберс (англ. George Michael Chambers; 4 октября 1928, Порт-оф-Спейн, Тринидад и Тобаго, Британская Вест-Индия — 4 ноября 1997, Порт-оф-Спейн, Тринидад и Тобаго) — государственный деятель Тринидада и Тобаго, премьер-министр (1981—1986).

## Биография
Получил начальное образование в римско-католической школе для мальчиков на Нельсон-стрит в Порт-оф-Спейне, где позже посещал колледж Бёрка и среднюю школу Осмонда. Он бросил школу в раннем возрасте, устроившись на работу в качестве юриста в офисе адвоката. Позже он прошел заочный курс общего образования в Уосли Холл, Оксфорд, и работал в юридическом отделе местной нефтяной компании.
В начале карьеры работал в нескольких нефтяных компаниях страны. Политическую деятельность он начал в 1956 г. с избрания в состав Палаты представителей. Затем становится генеральным секретарем партии Народное Национальное Движение (ННД).
В 1966 г. был назначен парламентским государственным секретарем в министерстве финансов. В составе правительства занимал посты:
- 1969—1970 гг. — министр коммунального хозяйства и жилищного строительства,
- 1970 г. — министр национальной безопасности,
- 1971—1975 гг. — министра финансов и министр планирования и развития,
- 1976—1981 гг. — министр сельского хозяйства, земель и рыболовства, по совместительству министр промышленности и торговли.

Даже когда Уильямс отправил его в отставку с поста министра финансов, он не потерял поддержки ННД, которая избрала его заместителем председателя партии.
В конце марта 1981 после смерти Уильямса был назначен премьер-министром и избран председателем ННД.
За время своего пребывания во главе партии и правительства изменил политический курс. Он сам не участвовал в расовой политике своего предшественника, что в прошлом приводило к разобщающим влияниям на Тринидад. На парламентских выборах в ноябре 1981 г. правящая партия вновь получила большинство в парламенте. Его политика была как националистической, так и социалистической. С одной стороны, он поддерживал создание частных компаний, а с другой стороны, он поддерживал государственные программы социального обеспечения и развития государственного сектора экономики. В отличие от своего предшественника он пытался созвать конференцию премьер-министров Карибского бассейна, чтобы решить общие региональные проблемы региона. Во время американского Вторжения на Гренаду (1983) отличие от других стран не поддержал действия Соединенных Штатов, а занял позицию невмешательства.
С окончанием нефтяного бума в середине 1980-х годов, в результате которого Тринидад и Тобаго в 1970-х годах стал одним из самых богатых государств Карибского бассейна, популярность главы кабинета уменьшилась. Было известно его высказывание: «Вечеринка закончилась, снова на работу». Правительство начало непопулярную политику сокращениям бюджетных расходов и жесткой экономии. После того, как в рамках предвыборной кампании он попросил финансовую поддержку Международного валютного фонда (МВФ) для поддержки экономики, ННД потерпела поражение на всеобщих выборах 1986 г., получив только три из 36 мест в Палате представителей. После этой масштабной неудачи он принял решение об уходе из политической жизни.
Примечательно, что после продолжения падения цены на сырую нефть в течение следующих двух лет и усиления долговой нагрузки, его преемник на посту главы кабинета, находившийся ранее в оппозиции, Артур Робинсон, заимствовал у МВФ кредит в 200 миллионов долларов, предложенный до этого Чемберсом.
После отставки ушёл из политики. В 2009 посмертно награждён высшим орденом страны, Орденом Республики.